# Traça-indiana-da-farinha
A traça-indiana-da-farinha (Plodia interpunctella), também conhecida popularmente como traça-dos-cereais, mariposa-da-despensa e mariposa-da-farinha, é uma mariposa da  família Pyralidae. A traça-do-cacau (Cadra cautella) é comumente confundida com a traça-indiana-da-farinha, embora sejam espécies diferentes.
Suas larvas (lagartas) são comumente conhecidas como "tenébrios", embora não sejam os tenébrios propriamente ditos, os quais são muitas vezes utilizados como alimento para animais. A traça-indiana-da-farinha é uma praga muito comum em todo o mundo, alimentando-se de cereais e grãos, dentre outros produtos similares.

## Sistemática e etimologia
Esta é – até onde se sabe – a única espécie viva do gênero Plodia, que é bastante similar ao gênero Cadra e Ephestia, os quais incluem outras espécies de pragas (como a Ephestia kuehniella, também coloquialmente denominada "mariposa-da-farinha").
A espécie já foi descrita através de diversas sinonímias, ocasionalmente encontradas em fontes não entomológicas :
- Ephestia glycinivora Matsumura, 1917
- Ephestia glycinivorella Matsumura, 1932 (adendo não justificado)
- Plodia castaneella (Reutti, 1898)
- Plodia glycinivora (Matsumura, 1917)
- Plodia interpunctalis (Hübner, 1825)
- Plodia latercula (Hampson, 1901)
- Plodia zeae (Fitch, 1856)
- Tinea castaneella Reutti, 1898
- Tinea interpunctalis Hübner, 1825
- Tinea interpunctella Hübner, [1813]
- Tinea zeae Fitch, 1856
- Unadilla latercula Hampson, 1901

O nome popular para essa espécie foi formulado por Asa Fitch, um entomologista nova-iorquino que trabalhava para o governo. Em um artigo publicado em 1856, Fitch mencionou a espécie, indicando que as larvas infestam lojas de fubá, então denominadas "comida Indiana". 

## Descrição e ciclo de vida
Mariposas adultas possuem entre 8–10 mm de comprimento e 16–20 mm de envergadura. A metade externa de suas asas anteriores possuem coloração bronze, cobre ou cinza-escuro, enquanto que as porções superiores são amarelo-acizentadas, com uma interseção escura entre elas. As larvas da mariposa são esbranquiçadas com cabeças marrons. Quando estas amadurecem, chegam a medir 12 mm.
O ciclo de vida completo dessa espécia pode variar de 30 a 300 dias. Mariposas fêmeas colocam entre 60 e 400 ovos na superfície de alimentos, que são ordinariamente menores que 0.5 mm e não pegajosos. As larvas demoram de 2 a 14 dias para saírem dos ovos. O ciclo de vida da larva demora de 2 a 41 semanas, dependendo da temperatura.

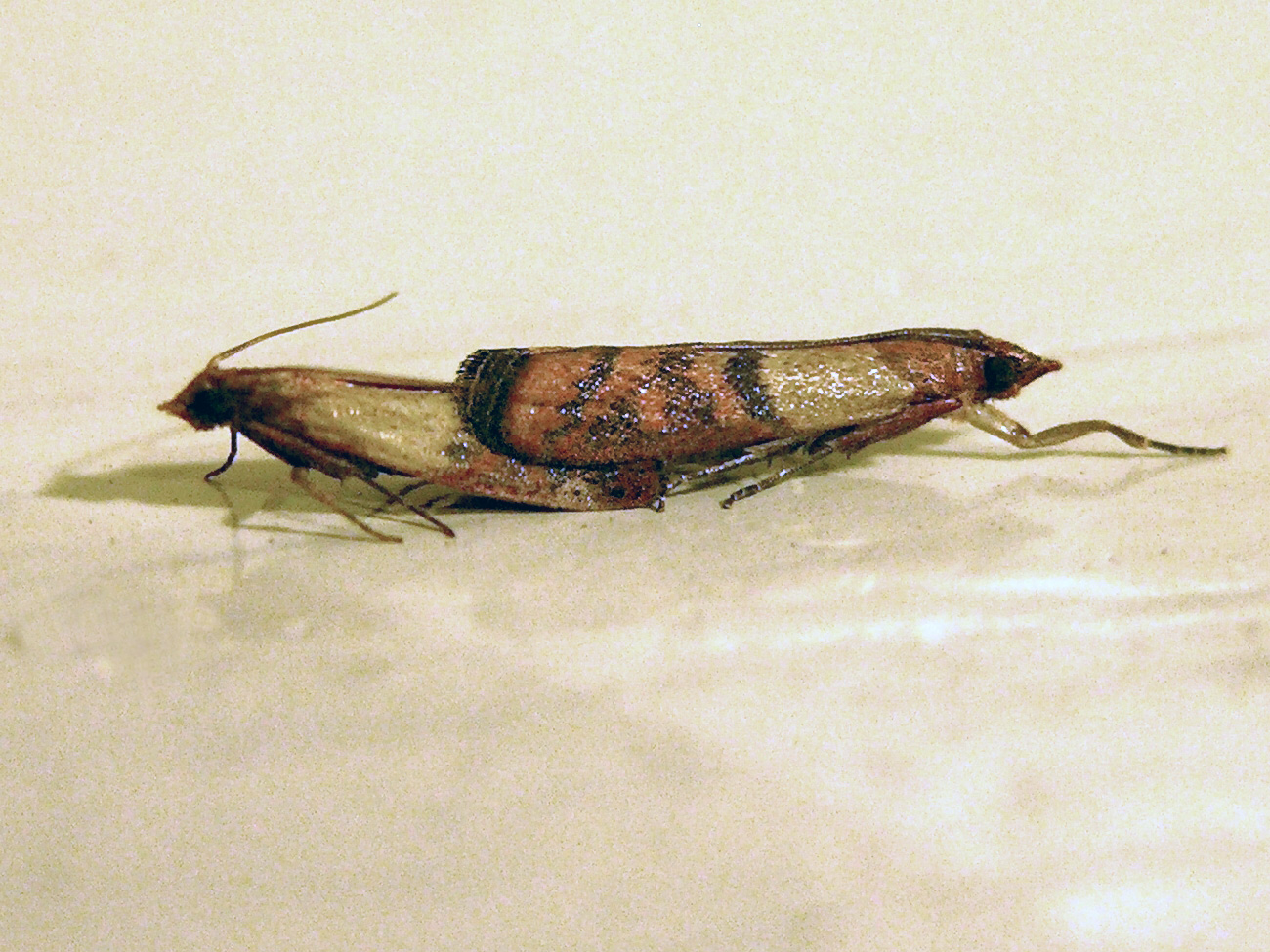
Adultos procriando
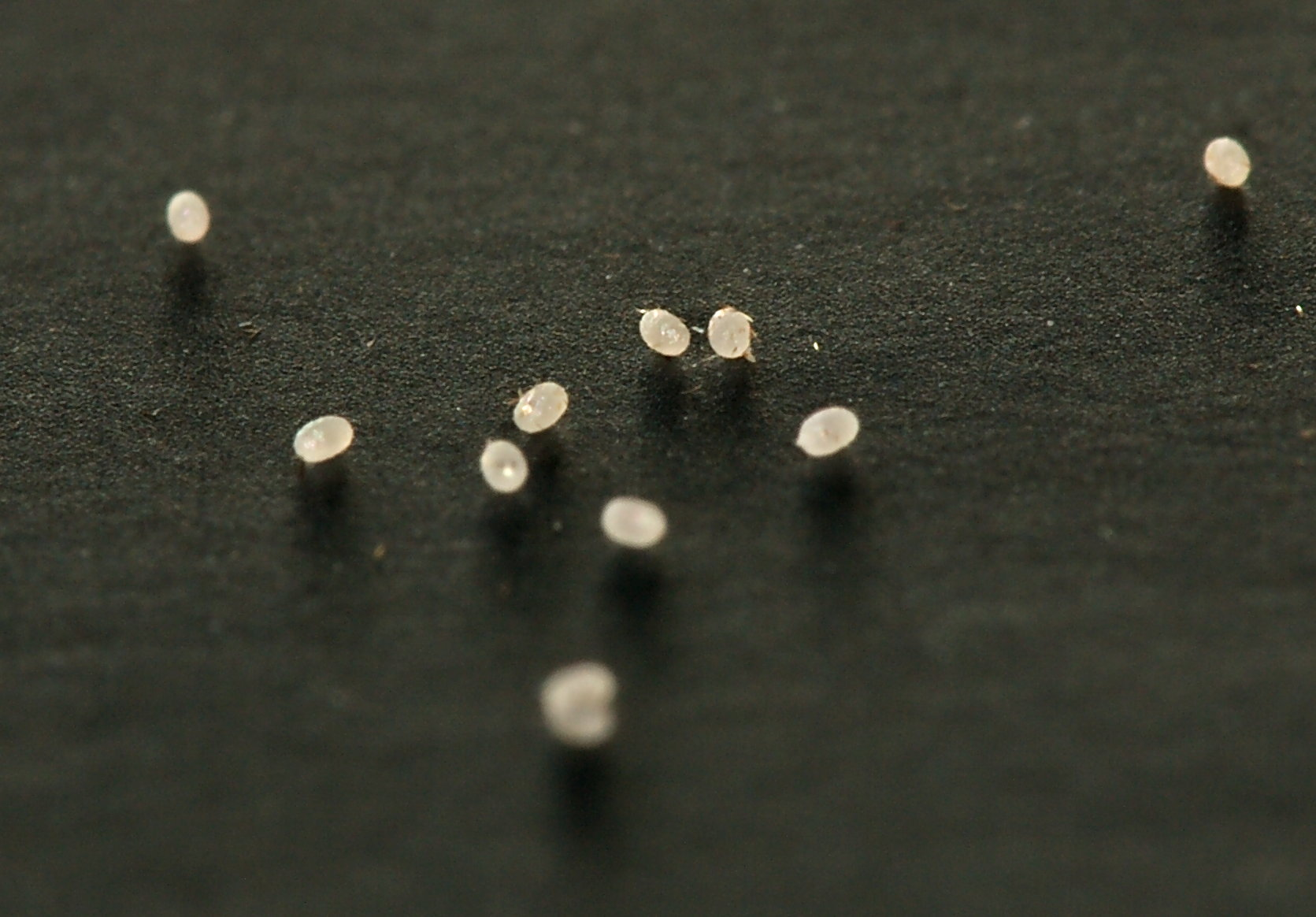
Ovos
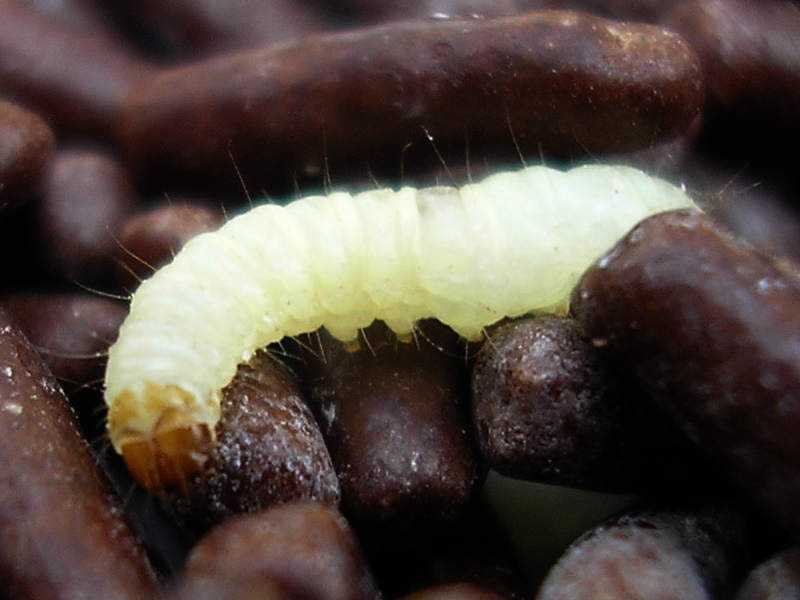
Larva
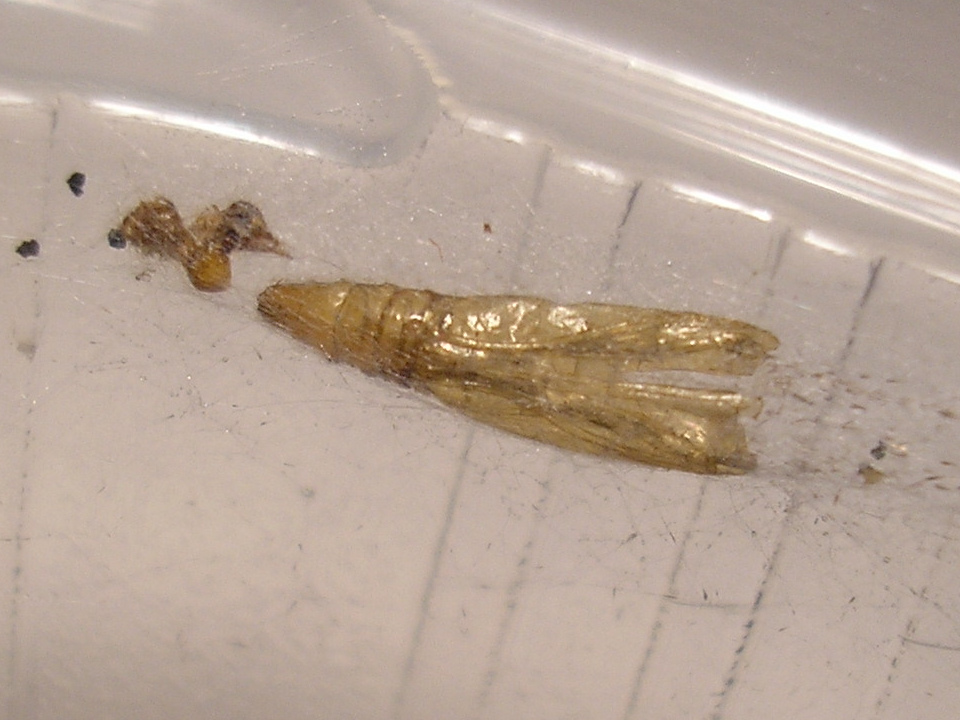
Casulo vazio

## Status como praga e controle

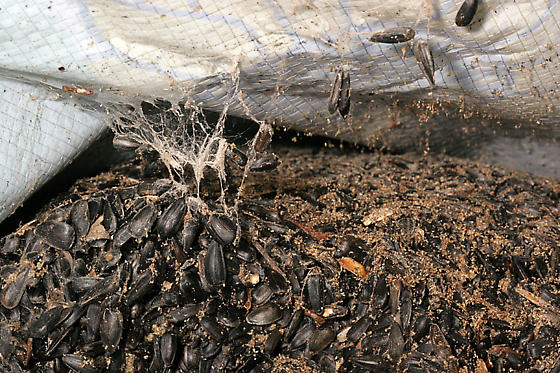
Dano causado em sementes de girassol

As larvas da mariposa-indiana-da-farinha podem infestar uma grande variedade de produtos de origem vegetal, como cereais, pães, massas, arroz, temperos ou mesmo frutos secos e nozes. Outros alimentos onde também podem ser encontradas incluem chocolate e grãos de cacau, biscoitos, farinha e até mesmo as sementes tóxicas de figueira-do-diabo (Datura stramonium). Os alimentos contaminados geralmente demonstram detalhes da presença da larva, como a sua seda, grãos furados ou podem aparentar estar pegajosos, este é um detalhe importante durante a investigação acerca do estado do alimento.
Após larvas ou mariposas terem sido observadas, é importante descartar todas as fontes de contaminação em potencial, como alimentos que não se encontram devidamente lacrados. As mariposas são capazes de alcançar locais surpreendentemente estreitos, incluindo sacolas lacradas e até mesmo recipientes de tupperware. Elas são também notoriamente difíceis de se eliminar e podem rastejar por tetos e se tornarem pupas em cômodos adjacentes, além da cozinha ou despensa. Larvas em último e quinto estágio são capazes de percorrer grandes distâncias antes de se tornarem pupas. Portanto, ao rastrear fontes de contaminação, não se deve ficar limitado às áreas imediatas onde os casulos foram encontrados.
Armadilhas não tóxicas são capazes de inibir o desenvolvimento de mariposas adultas e precipitar sua eliminação. Por exemplo, uma forma de armadilha consiste numa caixa triangular com superfície interna pegajosa e uma isca. Tais armadilhas são geralmente à base de feromônios. Nesse caso, mariposas macho são atraídas para dentro através dos feromônios da fêmea (a isca) e então ficam presas devido às paredes internas pegajosas.
No entanto, a eficácia de tais armadilhas é altamente duvidosa, pois só garantem a eliminação de indivíduos adultos machos, e ainda assim apenas uma fração destes, enquanto fêmeas, ovos e larvas que existiam anteriormente à colocação das armadilhas não são afetados, podendo ocasionar uma nova infestação. Portanto, recomenda-se primeiramente a eliminação da fonte de contaminação seguida da eliminação das larvas, ovos e eventuais mariposas que se encontram no ambiente.
As larvas são hospedeiros da Bracon hebetor, tornando-se um potente agente de controle biológico.